# Krivany
Krivany jsou obec na Slovensku v okrese Sabinov. V obci žije přibližně 1 300 obyvatel. První písemná zmínka o obci pochází z roku 1301.